# Швереб, Пол
Пол Швереб (мальт. Paul Xuereb; 21 июля 1923, Рабат, Мальта — 6 сентября 1994) — мальтийский государственный и политический деятель,  и.о. президента Мальты (1987—1989)

## Биография
В 1949 году окончил Лондонский университет, получив образование в сферах журналистики, политической экономии и политологии.
Во время Второй мировой войны (с 1942 по 1944 год) служил в качестве наводчика в зенитных установок Королевской артиллерии на Мальте. 
- 1944—1946 гг. — сотрудник технического отдела британских верфей на Мальте,
- 1949—1950 гг. — работал бухгалтером, а затем клерком в налоговом офисе в Лондоне,
- 1950—1958 гг. — директор по развитию мальтийской компании Fardex Trade Development Company Ltd.,
- 1958—1959 гг. — ректор лицея по подготовке служащих Министерства образования страны,
- 1959—1964 гг. — литературный редактор и заместитель главного редактора лейбористской партии «Голос Мальты» (The Voice of Malta),
- 1964—1971 гг. — директор издательского дома лейбористской партии,
- 1962—1983 гг. — депутат Палаты представителей,
- 1971 г. — парламентский секретарь в администрации президента,
- 1971—1983 гг. — министр торговли, промышленности, сельского хозяйства и туризма. Кроме того, должность он сохранил до 27 апреля 1983 года, одновременно несколько раз исполнял обязанности спикера Палаты представителей Мальты.

После ухода из активной политики являлся председателем советов директоров нескольких банков.
В 1987—1989 годах — исполняющий обязанности президента Мальты.

## Награды
Награды Мальты
| Страна | Дата                            | Награда                                      | Награда                                      | Литеры   |
| ------ | ------------------------------- | -------------------------------------------- | -------------------------------------------- | -------- |
| Мальта | 15 февраля 1987 — 4 апреля 1989 | Гроссмейстер ордена «На благо Республики»    | Гроссмейстер ордена «На благо Республики»    |          |
| Мальта | 13 декабря 2013 —               | Компаньон Почёта Национального ордена Заслуг | Компаньон Почёта Национального ордена Заслуг | K.U.O.M. |